# Copeoglossum arajara
Copeoglossum arajara är en ödleart som beskrevs av  Reboucas-spieker 1981. Copeoglossum arajara ingår i släktet Copeoglossum och familjen skinkar. Inga underarter finns listade i Catalogue of Life. Artepitet i det vetenskapliga namnet syftar på fyndplatsen av typexemplaret när orten Arajara.
Denna ödla förekommer i nordöstra Brasilien i delstaterna Piauí och Ceará. Liksom andra släktmedlemmar lever den i träskmarker i bergstrakter eller på högplatå. Äggen kläcks redan inuti honans kropp.
För beståndet är inga hot kända men det ska säkerställas att träskmarkerna inte påverkas. IUCN kategoriserar arten globalt som livskraftig.